# Contradanza, los campos de la guerra
Contradanza, los campos de la guerra es una película documental, dirigida por Manuel Cuenca, con producción de Paraguay, realizada en el año 2005.

## Argumento
Mezclando el documental con la ficción, el filme se inicia con el romance de Francisco Solano López, todavía con 18 años, con una habitante de la ciudad pilarense, Juanita Pesoa, de 16 años. Él la corteja danzando la popular “Contradanza. Se genera entonces una “Contradanza” trágica que cambia el destino de los protagonistas. La acción pasa de Humaitá (Cuartel General del Mariscal durante la Guerra de la Triple Alianza), a los campos de batalla, donde ocurrió la destrucción y la muerte de Paraguay.

## La producción
“Contradanza”, dirigida por Manuel Cuenca, conocido periodista, realizador y productor de televisión y cine, es una recopilación de varios documentales realizados para la televisión paraguaya, entre los años 2005 y 2008, sobre la Guerra del Paraguay contra la Triple Alianza, recorriendo los escenarios de la guerra, desde a llegada del entonces coronel Francisco Solano López a la ciudad de Pilar, Departamento de Ñeembucú (frontera con la Argentina) en 1845, hasta la retirada de las tropas paraguayas de Humaitá en 1868.

## Elenco
Los papeles principales están a cargo de jóvenes pilarenses como Daniel Giménez (Mariscal López), María Fernández (Juanita Pessoa) y Ruth Encina (Madame Lynch).
Todos los actores son integrantes del Ballet Municipal de Pilar, que en su primera actuación ante las cámaras, aceptaron el desafío de contar la historia de su región, vista por ellos mismos.